# عمر عنايت
عمر عنايت سعيد هو سياسي عراقي من أصل كردي، ولد في محافظة حلبجة بتاريخ 1-5-1953، حصل على درجة الماجستير في هندسة الطرق والجسور. وهو نائب ببرلمان برلمان كردستان العراق عن كتلة حركة التغيير الكردية.
يشغل حاليا منصب رئيس لجنة الخدمات البلدية والنقل والاتصالات والسياحة، وعضو لجنة الإعمار والإسكان ببرلمان إقليم كردستان العراق.